# Yukichan
Yukichan (ユキチャン, née le 28 mars 2005) est une jument poulinière Pur-sang née au Japon, de robe blanche. De 2007 à 2010, durant sa carrière de cheval de course, elle a couru au niveau national, remportant 5 victoires en 17 courses.
Yukichan suscite un intérêt scientifique et la curiosité du public japonais des courses de chevaux, en raison de sa couleur inhabituelle pour un Pur-sang.

## Histoire
Yukichan naît le 28 mars 2005, à Northern Farm, située à Hayakitacho, sur l'île d'Hokkaidō. Elle est entraînée par Hiromi Yamazaki, de Kawasaki.
Son nom est une référence à ses poils blancs.

### Année de 2 ans
Elle court pour la première fois le 8 juillet 2007, dans une course de chevaux de 2 ans sur 1 200 mètres, à l'hippodrome de Fukushima. Elle est encore immature physiquement et mentalement. Une course sur gazon a été choisie car « ses fans aimeraient la voir courir sur du gazon ». C'est le jockey Hayato Yoshida qui monte en selle ; Yukichan perd la course à la 14e place.
Après cette course, elle est remise au pâturage pendant un certain temps, puis en décembre 2007, elle remporte sa première course sur un sol de terre battue en 1 200 m, à l'hippodrome de Nakayama. Bien qu'elle soit classée 5e favorite, elle remporte sa première victoire avec un écart de 2 longueurs. Du troisième au dernier virage, Goto s'est rappelé : « Je me suis dit : 'Ne cours pas plus qu'un cheval normal ». Après cela, Yukichan est remise au pâturage.

### Année de 3 ans

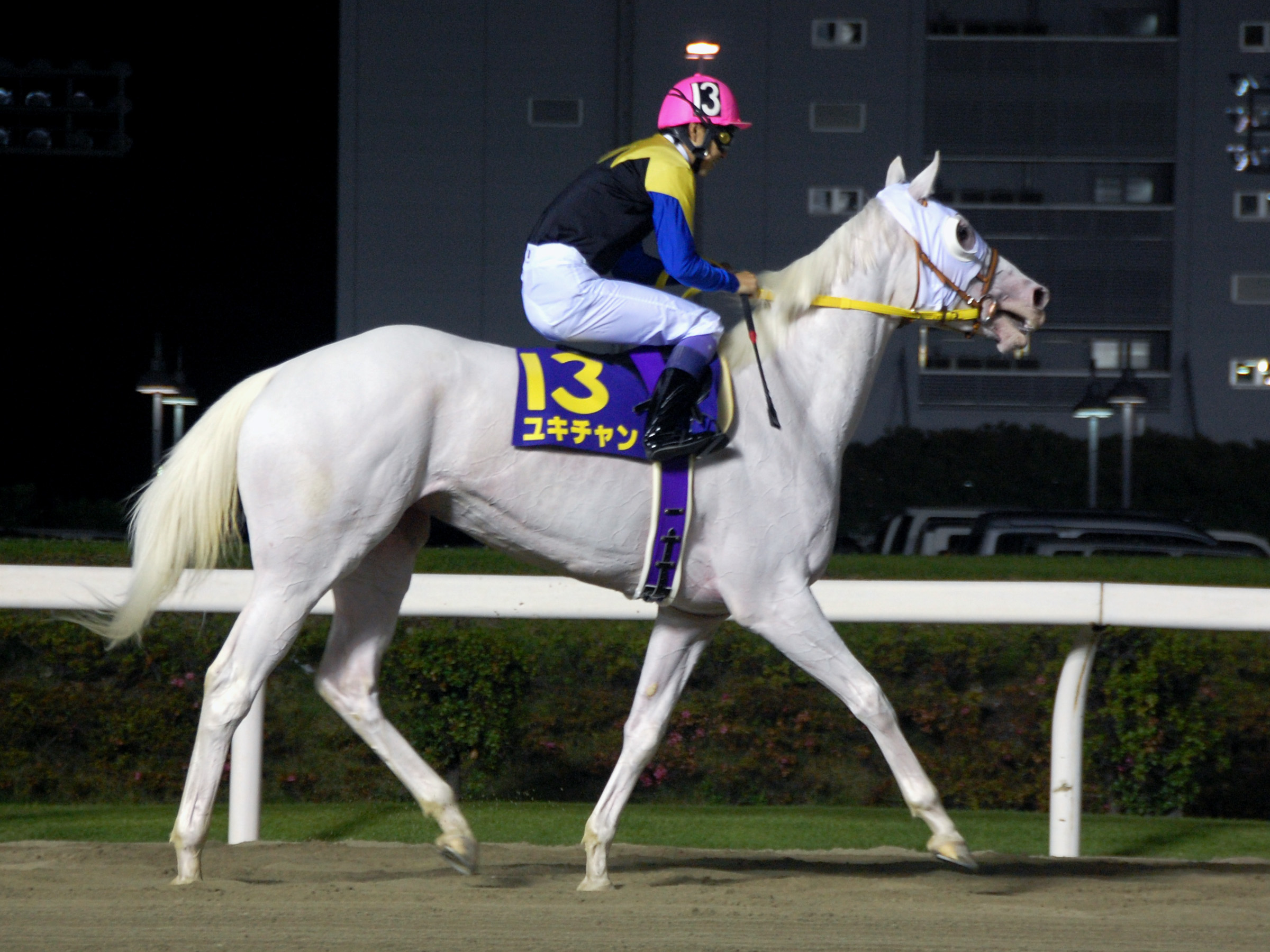
Yukichan aux Kanto Oaks en 2008.

Fin mars 2008, elle décroche sa seconde victoire dans la course sur gazon prix Mimosa, ce qui représente la première victoire d'un cheval blanc dans l'histoire des courses sur gazon et la première victoire d'un cheval blanc dans une course spéciale. Le 27 avril, elle participe aux Flora Stakes, une course d'essai pour pouliches Yushun (Oaks). Le jour de l'événement, elle est 4e favorite, mais n'a progressé que lentement et s'est inclinée à la 7e place. Après cela, elle est entraînée avec l'objectif d'Oaks, mais en est exclue en raison du manque de prix gagnés, alors son entraîneur opte pour une course sur piste en terre, Kanto Oaks.
Son jockey est Yutaka Take, qui montait déjà son père Kurofune, au lieu de Hayato Yoshida. La participation de Yukichan aux Kanto Oaks attire beaucoup d'attention, le nombre de visiteurs sur la journée dépassant de 127 % celui de l'année précédente, tandis que les ventes atteignent un record de 438 840 000 yens. Lorsque le départ est donné, elle prend la tête devant la première tribune et mène le peloton à un rythme lent. En augmentant le rythme à partir du troisième virage et en s'éloignant à partir du suivant, l'écart s'est encore creusé dans la dernière ligne droite. Non seulement, c'est la première fois qu'un cheval blanc remporte une course graduée, mais le temps de course de 2 minutes 14,7 secondes est 0,9 seconde plus rapide que le précédent record.
Après cela, elle devait courir dans le Japan Derby sur piste en terre, meilleure course sur ce type de piste pour les 3 ans au Japon, mais elle a développé une maladie contagieuse et a été exclue le jour de la course. Après avoir été exclue de deux autres courses, elle est entrée dans les Queen Stakes, une course graduée sur gazon. Cependant, elle a perdu, à la 9e place, et Shinji Fujita a déclaré qu'elle est adaptée aux pistes en terre. Le nombre de visiteurs à l'hippodrome de Sapporo ce jour-là dépassait les 20 000 personnes pour la première fois en cinq ans, atteignant 25 373 (+ 142,6 % par rapport à l'année précédente), l'attention de ses fans étant toujours soutenue.
Après avoir terminé 9e des Dirt Graded Sirius Stakes, le 19 octobre, elle a couru dans le Shuka Sho, la dernière manche de la triple couronne des pouliches sur gazon. Yutaka Take est son jockey depuis les Kanto Oaks. Il a attiré l'attention car c'était la première entrée d'un cheval blanc dans une course de grade I, mais durant la course, Yukichan a calé en ligne droite et terminé 17e, une défaite écrasante. Après cela, elle n'a plus couru dans des courses sur gazon.
Elle est présentée aux Queen Awards en décembre. Katsumi Ando, en selle, a adopté une approche proactive et couru férocement en ligne droite aux côtés de Yamato Marion dans le dernier virage, pour terminer deuxième.

### Année de 4 ans
En 2009, elle participe à la TCK Queen Cup en janvier ; Yukichan termine à la deuxième place, à une longueur. Après cela, elle a terminé 6e de deux courses consécutives, Empress Cup et la Marine Cup.
En juillet, Masato Kaneko, son propriétaire décide de transférer Yukichan à l'écurie Hiromi Yamazaki de Kawasaki en septembre. Yamazaki a appelé Goto, l'ancien entraineur, et a reçu des conseils. En octobre, elle fait sa première course en tant que cheval local au TCK Distaff. Tadanari Konno est jockey dans cette course, et en décembre, il participe au Queew Award sur piste en terre. Yukichan s'impose pour la première fois depuis environ 1 an et 6 mois, depuis les Kanto Oaks.

### Année de 5 ans
2010 commence avec la TCK Queen's Sake Cup comme l'année précédente. Yukichan prend la tête de la course dans le dernier virage, et bien qu'elle soit rattrapée par Wedding Fujiko à la fin, elle la dépasse d'une encolure pour gagner et remporter son deuxième grand prix consécutif. 
Après cela, elle a évité l′Empress Cup pour maladie. Dans la Marine Cup, elle termine 3e, et dans la Kawasaki Milers, elle termine 9e. Après avoir été envoyée au pâturage avant l'été, les préparatifs étaient en cours pour revenir à la TCK Queen Cup en février de l'année suivante, qui était la troisième manche,  mais l'état des jambes s'est dégradé, et elle a été mise à la retraite sportive en décembre pour entrer dans l'élevage.

## Description

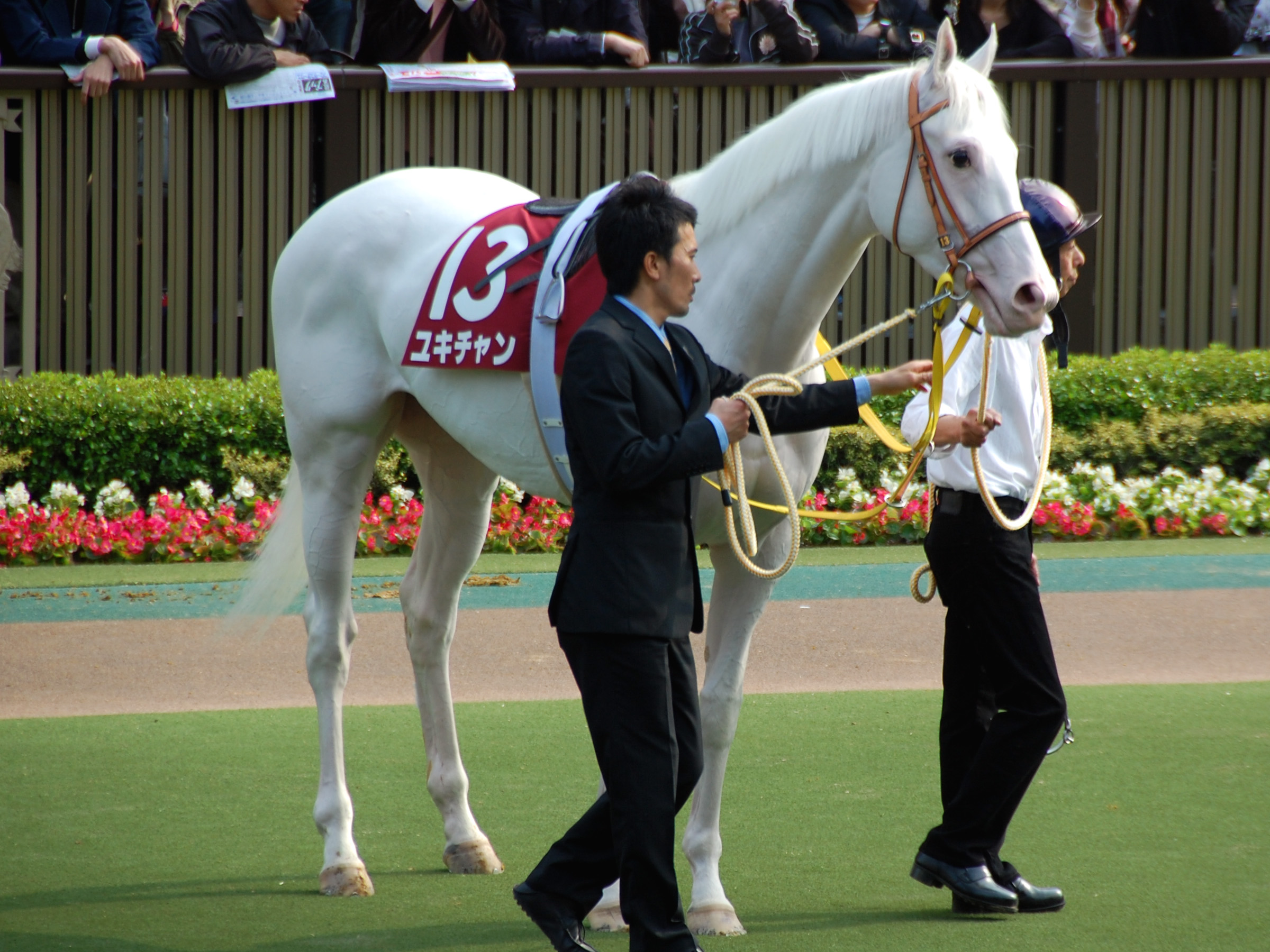
Yukichan à l'hippodrome de Tokyo en 2008.

Yukichan a pour particularité d'avoir un pelage (couleur de robe) entièrement blanc pur. Cette couleur du pelage semble être héritée de sa mère, Shirayukihime, elle-même de robe blanche.

## Origines et fratrie
Yukichan a deux frères ainés qui sont également blancs, Shirokun et White Vessel. Son père, Kurofune, est de robe grise ; il a remporté en 2001 la NHK Mile Cup et la Japan Cup sur piste en terre.

## Descendance
Yukichan est poulinière dans son ouvrage d'origine, Northern Farm. En 2013, un deuxième poulain, une jument blanche appelée Shiroinjer, est né de l'étalon Harbinger. En 2015, un troisième poulain, une jument blanche appelée Haunani, est né de Lord Kanaroa. En 2016, un quatrième poulain est né de Johannesburg, un étalon à poil blanc appelé Mayo Blanc. Yukichan a également été accouplée à Novelist et un poulain à poil blanc est né en 2017. Le premier poulain de Shiroinjer, Meikei Yale, a remporté les Kokura 2-Year-Old Stakes et Fantasy Stakes en 2020, le Tulip Sho en 2021, et les Silk Road Stakes, Keio Cup Spring Cup et Seiou Cup Stakes en 2022.